# Amparo Valle
Amparo Valle Vicente (Valencia, España; 15 de julio de 1937 - Madrid, España; 29 de septiembre de 2016) fue una actriz española. Fue reconocida con el Premio Margarita Xirgu y el premio a la mejor actriz en el Festival Internacional de Cine de Burdeos, entre otros galardones.

## Trayectoria
Desde 1959 llevó a cabo una larguísima trayectoria en cine, televisión y teatro donde también ejerció como directora de escena.
Su familia está ligada a su profesión ya que estuvo casada con el director de teatro Gerardo Malla desde 1960 hasta 1984.
Fue la madre de Miguel Malla y Coque Malla. Miguel es músico, compositor y fundador de Racalmuto. Coque es músico, compositor, vocalista del grupo Los Ronaldos y también actor.
Murió el 29 de septiembre de 2016 a los 79 años como consecuencia de un cáncer.

## Filmografía

### Largometrajes
- María Rosa, (1965),  del director de cine Armando Moreno.
- El certificado, (1970), del director de cine Vicente Lluch.
- Pim, pam, pum... ¡fuego!, (1975), como huésped del director de cine Pedro Olea.
- El segundo poder, (1976, )del director de cine José María Forqué.
- El perro, (1977), del director de cine Antonio Isasi-Isasmendi.
- El camino, (1977), como madre en la miniserie de televisión de la directora de cine Josefina Molina.
- Las truchas, (1978), del director de cine José Luis García Sánchez.
- El canto de la cigarra(1980), del director de cine José María Forqué.
- Extramuros, (1985, ), como monja del director de cine Miguel Picazo.
- Caín, (1987), del director de cine Manuel Iborra.
- Espérame en el cielo, (1988), como Rosa del director de cine Antonio Mercero.
- El vuelo de la paloma, (1989), como Paula del director de cine José Luis García Sánchez.
- Bajarse al moro, (1989), como madre de Elena del director de cine Fernando Colomo.
- Todo es mentira, (1994), como madre de Lucía del director de cine Álvaro Fernández Armero.
- Flores de otro mundo, (1999), como Gregoria de la directora de cine Icíar Bollaín.
- Don Quixote, (2000). Adaptación televisiva del director de cine británico Peter Yates.
- Sagitario, (2001), del director de cine Vicente Molina Foix.
- Los pasos perdidos, (2001), como Matilde de la directora de cine Manane Rodríguez.
- Carne de gallina, (2002), del director de cine Javier Maqua.
- Primer y último amor, (2002), del director de cine Antonio Giménez-Rico.
- Noviembre, (2003), como Alicia del director de cine Achero Mañas.
- Imagining Argentina, (2003), como madre de Julia Obregón del director de cine Christopher Hampton.
- Teresa Teresa, (2003), del director de cine Rafael Gordon.
- Lo mejor que le puede pasar a un cruasán, (2003), como Beba, del director de cine Paco Mir.
- Semen, una historia de amor, (2005), de las directoras de cine Daniela Fejerman e Inés París.
- Días de cine, (2007), como Mari de David Serrano de la Peña.
- Teresa: el cuerpo de Cristo, (2007), como Mari Briceño del director de cine Ray Loriga.
- Bajo las estrellas, (2007), como tía Encarna del director de cine Félix Viscarret.
- Viral, (2013), como anciana del director Lucas Figueroa.

### Cortometrajes
- Aquel humo gris (1967), de Josefina Molina.
- Apunte sobre Ana (1973), de Diego Galá.
- El pretendiente (1982), de Juan Antonio Martínez Bretón.
- Perro, ¿qué miras? (1995), de José Barrio.
- El figurante (2000), de Rómulo Aguillaume.
- Agüela (2001), de Félix Cubero.
- Diminutos del calvario (2001), de Juan Antonio Bayona y Chiqui Carabante.
- Derecho de admisión (2001), de Miguel Ángel Calvo Buttini.
- El horrible crimen ritual de la calle Tribulete (2004), de José M. Benítez.
- Ramona (2011), de Juan Cavestany.

### Televisión
- Gran teatro (1960)
- Teatro de siempre (1969 y 1970)
- Páginas sueltas (1970)
- Hora once (1970)
- Estudio 1 (1971 y 1983)
- Brigada Central (1989)
- Brigada central 2: La guerra blanca (1992)
- Compuesta y sin novio (1994)
- Canguros (1995)
- Farmacia de guardia (1991-1995)
- Hermanas (1998)
- Periodistas (1998 y 1999)
- Petra Delicado (1999)
- 7 vidas (1999 y 2002)
- Manos a la obra (2000)
- Policías, en el corazón de la calle (2000)
- Hospital Central (2000) como Carmen.
- El comisario (2000, 2002, 2005 y 2008)
- El botones Sacarino (2001)
- Un paso adelante (2003)
- Maneras de sobrevivir (2005)
- Con dos tacones (2006)
- MIR (2007)
- Fuera de lugar (2008)
- Física o Química (2008)
- La familia Mata (2009)
- Amar en tiempos revueltos (2009)
- Los exitosos Pells (2009)
- Doctor Mateo (2009)
- Hay alguien ahí (2010)
- La que se avecina (2011, 2013, 2014) como Justi
- Cuéntame cómo pasó (2013) - Capítulo 246: "Las malas lenguas".
- Sin identidad (2014-2015)
- Sé quién eres (2011-2016)

## Premios
- Premio Nacional de Teatro Universitario[2]
- Medalla de Oro de Valladolid a mejor actriz[2] por La Murga (1973).
- Premio Margarita Xirgu a mejor actriz[2] por La Murga (1973).
- Premio a mejor actriz en Festival de Otoño a Primavera (1993).
- Premio del Festival Internacional de Cine de Mujeres de Burdeos por la película Flores de otro mundo (1999).[2] Compartido con Lissete Mejía, Marilyn Torres y Elena Irureta.